# Charles Le Morvan
Charles Le Morvan (Pleubian, 26 février 1865 - Alfortville, 13 octobre 1932) est un  astronome français.

## Biographie
Avec Maurice Lœwy et Pierre Puiseux, Charles Le Morvan a collaboré à l’Atlas photographique de la Lune, qui fut édité entre 1896 et 1910 par l'observatoire de Paris.
Le 19 décembre 1913, il découvrit l'astéroïde (774) Armor.